# Uppslagsverk

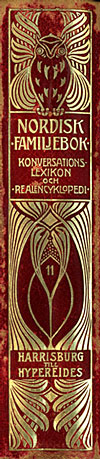
Bokrygg för Nordisk familjebok, uggleupplagan.

Ett uppslagsverk, konversationslexikon, uppslagsbok, encyklopedi eller realencyklopedi är ett referensverk som har ambitionen att sammanfatta allt vetande, antingen i allmänhet eller inom ett visst område.
Uppslagsverket ligger i formen nära ordboken, med artiklar i varierande längd om en lång rad olika ämnen. Båda består av en sammanfattning av mänsklig kunskap, vanligen sorterat alfabetiskt. I många fall samsas ordboken och uppslagsverket inom samma verk, oavsett om verket består av en eller flera volymer.

## Etymologi
Termen encyklopedi kommer från grekiskans enkyklios paideia, ordagrant ”rundad bildning” eller ”kunskaper som formar en krets” i betydelsen ”allmänbildning”. Variant av paideia (παιδεία) finns i betydelsen ”utbildningen, uppfödningen, av ett barn”. Först under 1700-talet började termen ”encyklopedi” användas för att benämna de kunskapssamlingar som idag förknippas med ordet.  Därefter har många uppslagsverk internationellt sett använt -pedi eller -pedia som ett suffix för att ange att verket är en encyklopedi. 
På svenska användes först det latinska begreppet, men under andra halvan av 1800-talet började det mer svenska ”uppslagsbok” användas. I början av 1900-talet uppkom ”uppslagsverk”, för att markera att en encyklopedi oftast består av flera volymer.
Encyklopedi är en metodisk sammanfattning av alla konster och vetenskaper, ordnade antingen systematiskt (det vill säga efter deras inre sammanhang) eller lexikaliskt (i bokstavsföljd). Ofta betecknas med encyklopedi ett arbete, som behandlar endast en viss gren av mänskligt vetande, till exempel politik, medicin, teologi. Motsatsen till encyklopedi är monografi.
Konversationslexikon är ett verk som innehåller uppsatser, ordnade i bokstavsföljd, och avsett att meddela kortfattade upplysningar över de viktigaste namn, föremål och begrepp, som förekommer i det bildade samtalet (konversationen) eller vid läsning. Titeln förekom första gången i Johan Hübners Staats-, Zeitungs- und Conversationslexikon (1742) och blev, efter den framgång som Brockhaus’ Conversations-lexikon fick (påbörjat 1796), en  vanlig benämning på encyklopediska verk med lexikalisk uppställning i Tyskland och Skandinavien.

## Uppslagsverkets egenskaper

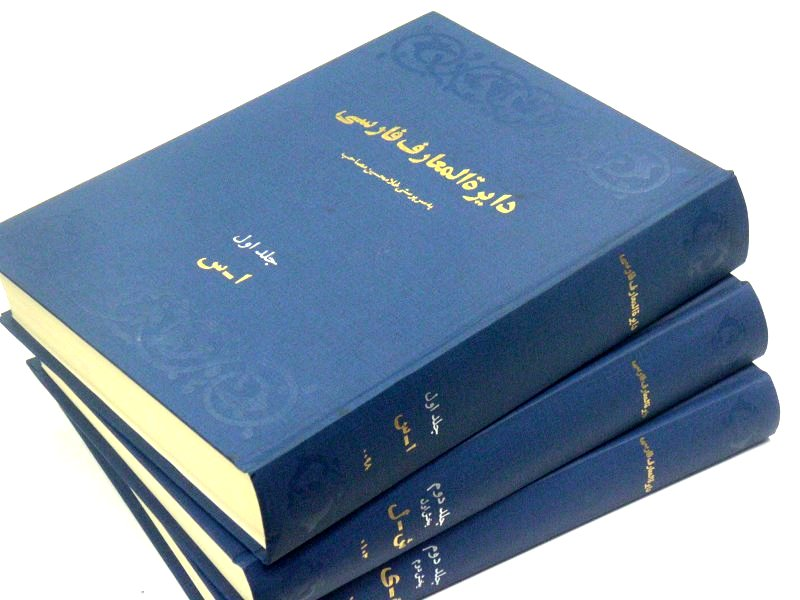
Persiska uppslagsverk.

Till skillnad från ordböcker, som innehåller rent formmässig information om orden, som stavning och böjning, behandlar uppslagsverk varje ämne tämligen ingående, ofta med illustrationer eller kartor, bibliografier och statistik. Båda har dock, traditionellt, skrivits av betalda ämnesexperter.
Ett uppslagsverk definieras av fyra större element: dess ämnesområde, dess vidd, dess struktur och dess produktionsmetod.
- Dess ämnesområde kan, men behöver inte vara, allomfattande, med artiklar om ämnen inom alla områden, såsom Encyclopædia Britannica eller Brockhaus Enzyklopädie. De kan också vara specialiserade inom särskilda områden, till exempel ett medicinskt, eller filosofiskt uppslagsverk. Varianter finns där ämnesurvalet är brett, men artiklarna är skrivna ur en speciell kulturell eller etnisk infallsvinkel, till exempel Encyclopaedia Judaica, eller där artiklarna har en tydlig politisk vinkling, till exempel Stora sovjetencyklopedin. Dessutom finns uppslagsverk vars tyngdpunkt ligger på ämnen som knyter an till dess produktionsland, till exempel den svenska Nationalencyklopedin.
- Dess vidd begränsas av den tänkta målgruppens behov av kunskap inom det valda ämnesområdet. Verkets vidd varierar både i antal volymer och artiklarnas längd.
- Dess struktur är avgörande för hur användbar den är som referenslitteratur. Genom historien har det funnits två huvudmetoder att organisera tryckta uppslagsverk: alfabetiskt och hierarkiskt. Den förstnämnda metoden har varit den vanligaste, framförallt i allmänna uppslagsverk. Med de elektroniska uppslagsverken har möjligheten uppstått att strukturera artiklarna på flera sätt samtidigt. Dessutom har nya sökmetoder, indexering och korsferenser utvecklats. I Denis Diderots Encyclopédie betonas uppslagsverkets struktur med hjälp av ett citat av Horatius: ”Tantum series juncturaque pollet, tantum de medio sumptis accedit honoris!” (ungefär ”Vilken skönhet kan läggas till vardagliga ämnen genom ordning och kopplingar.”)
- Dess produktionsmetod har utvecklats från experter som skriver om sina respektive ämnen under ledning av en redaktör, för produktionen av en rad tryckta volymer, till flera alternativa (ofta tekniska) lösningar för att samla in, verifiera, summera och presentera informationen. Projekt såsom Everything2, Microsoft Encarta, h2g2 och Wikipedia är exempel på nya sådana former av uppslagsverk.

Uppslagsverkets struktur och utvecklande egenskaper är speciellt lämpligt för lagring på skiva eller datornätverk, och alla större tryckta encyklopedier har utkommit i sådan form under senare år. Skivbaserade utgåvor (särskilt cdrom-format) har fördelarna att vara billiga att producera och lätta att distribuera. Dessutom kan de ha ett innehåll som är omöjligt att trycka, såsom rörliga bilder, ljud och filmer. En annan stor fördel är att man kan använda hyperlänkar för hänvisningar till andra artiklar. Uppslagsverk på nätverk, till exempel Internet, har å andra sidan även fördelen att vara (potentiellt) dynamiska. Ny information kan visas nästan omedelbart, istället för att behöva vänta på nästa utgåva, som är fallet med encyklopedier på skiva eller i bokform. Ett utmärkt exempel på detta är Nationalencyklopedin, som uppdateras dagligen, med utgångspunkt från nyhetsflödet. I en forskningsstudie 2018/19 som analyserade alla nya uppslagsord i NE under ett år visades att cirka 90% av dessa skrevs av NE:s redaktion och var mer av karaktären korta notiser än artiklar.
Att tryckta uppslagsverk och sådana på CD-rom tillhör historien kan alla som besöker ett folkbibliotek idag notera. Även digitala uppslagsverk som NE tappar användare och läsare på dessa bibliotek. Idag är det cirka 12% av folkbiblioteken som abonnerar på NE online. De som vill veta mer har funnit andra källor, varav Wikipedia är en.

## Historia

### Tidiga uppslagsverk

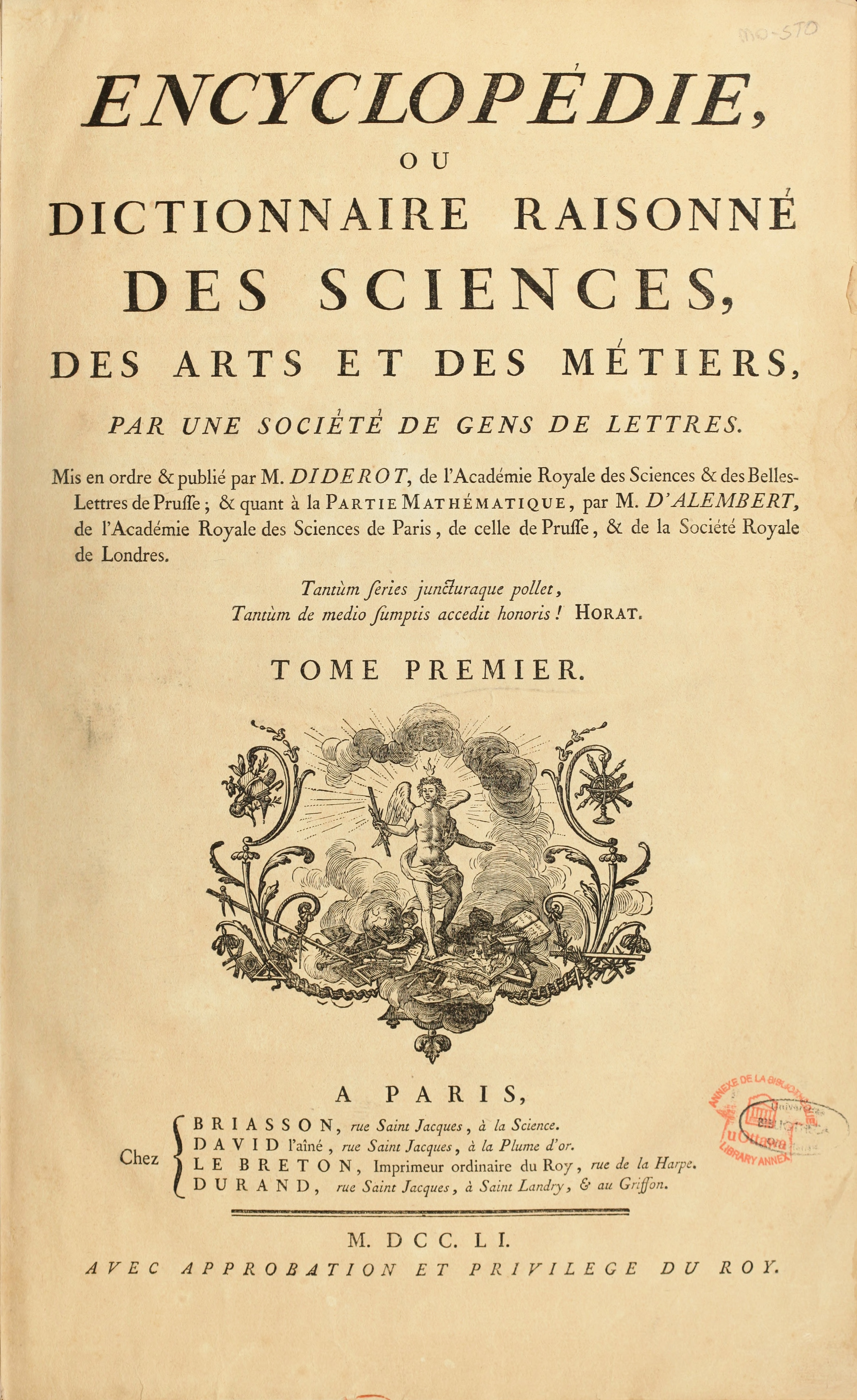
Titelsidan på Diderots Encyclopédie.

Planscher ur Diderots Encyclopédie.

Många klassiska författare från antiken, som Aristoteles, försökte skriva utförligt om mänsklig kunskap. Engelsmannen John Harris är oftast angiven som den förste som etablerade det nutida formatet 1704 med sitt Lexicon technicum. Den berömda Encyclopædia Britannica hade en blygsam början: från 1768 till 1771 publicerades tre volymer, men redan några år senare kom en andraupplaga på hela tio volymer.
Den kanske mest berömda av de tidiga encyklopedierna är den franska Encyclopédie, till stor del skriven av upplysningsfilosoferna, Jean Baptiste le Rond d’Alembert och Denis Diderot och slutförd 1772 (28 volymer, varav 11 med enbart planscher, 71818 artiklar, 2885 illustrationer).

### 1800-talet
På de stora europeiska språken började stora uppslagsverk ges ut kontinuerligt, och de blev större och större. I England gavs Encyclopædia Britannica ut i allt större upplagor. I Tyskland hade Brockhaus Enzyklopädie börjat utkomma under 1700-talets sista år, och utgavs sedan i hela 13 upplagor under 1800-talet. I Frankrike gavs flera stora verk ut redan under tidigt 1800-tal, bland annat Encyclopédie du XIXe siècle, som med sina 75 band var störst. Det följdes av det betydande Grand dictionnaire universel du XIXe siècle (ofta bara kallat Larousse efter upphovsmannen Pierre Larousse) som kom ut i 17 stora volymer mellan 1866 och 1876. 
I Danmark kom ett relativt stort uppslagsverk ut redan 1816–1828, betitlat Conversations-Lexicon eller Encyclopædisk Haandbog’. Det var i huvudsak en översättning från tyska förlagor och bestod av 28 små band. I slutet av seklet kom det första betydande danska uppslagsverket, Salmonsens Konversationsleksikon, ut med sin första upplaga.

I Sverige kom några små verk ut under 1800-talet som inte fick något större genomslag, bland annat P.G. Bergs Svenskt konversationslexikon (4 band, 1845–1852) samt Bonniers första verk Konversations- och universallexikon (4 band, 1856–1866). Det var först när Nordisk familjebok började utkomma som Sverige fick sitt första uppslagsverk av nationalkaraktär. Första upplagan kom i 18 band plus 2 supplementband mellan 1875 och 1899.

### 1900-talet
Världens till omfånget största uppslagsverk i bokform är Enciclopedia universal ilustrada europeo-americana, även kallad Enciclopedia Espasa. Detta spanska verk utkom mellan 1905 och 1933 och kompletterades därefter med årliga supplement. Med supplementen inräknade omfattade verket 119 band (122 (böcker) och 180.000 sidor, 210 miljoner ord och fem miljoner litteraturreferenser (2012).
I Norge kom första häftet  av Illustreret Norsk Konversationsleksikon ut den 11 oktober 1906. Det har senare getts ut i nya reviderade utgåvor under titeln Aschhougs Konversasjonsleksikon.

### Kända encyklopedister före 1700
- Isidor av Sevilla Etymologiarum sive origium libri XX (600-talet)
- Suidas (1000-talet)
- Herrad av Landsberg (1100-talet)
- Vincent av Beauvais (1200-talet)
- Bartholomeus de Glanvilla (Bartholomew of England)
- John Henry Alsted
- Louis Moréri
- John Jacob Hoffman
- Pierre Bayle
- Vincenzo Coronelli - Biblioteca universale sacro-profana
- Johann Heinrich Zedler Hans ordbok och lexikon  bestod av 68 volymer, 62 571 sidor, ungefär 750 000 artiklar
- Theodor Zwinger (1533–1588)
- Plinius den äldre